# 피아노 소나타, WoO 51 (베토벤)
《피아노 소나타 다장조, WoO 51》(소나티나 다장조, WoO 51로도 알려짐)는 루트비히 판 베토벤이 본을 떠나기 전에 작곡한 것으로 추정되는 작품으로, 피아노를 위한 미완성 작품이다. 베토벤이 사망한 후 그의 서류에서 발견되었지만, 1830년이 되어서야 프랑크프루트의 F. P.던스트를 통해 엘레오노레 폰 브로이닝에의 헌정과 함께 출판되었다.

## 배경
베토벤이 1796년부터 이전에 약속했던 소나타가 보내질 것이라고 그녀에게 알린 편지를 근거로 하여, 이 소나타는 1790년부터 1991년까지 그의 친구 슈테판 폰 브로이닝의 여동생 엘레오노르 폰 브루닝을 위해 작곡하기 시작한 것으로 여겨진다. 최근 평가에서는 소나타가 피아노 소나타 WoO 47, 1-3번과 양식적 특징을 공유한다는 의견을 내놓았다.
알렉산더 세이어는 소나타가 1796년까지 완전한 3악장이라고 믿었지만, 베토벤 사망 당시의 원고 사본에는 완전한 1악장과 불완전한 2악장만 포함되어 있었다. 1830년에 페르디난트 리스는 이것의 출판을 위한 작업을 가졌고, 두 번째 악장의 완성을 위해 11개의 마디를 추가로 작곡했다.

## 악장
이 작품은 두 개의 악장으로 출판되었다:
1. 알레그로 (다장조)
2. 아다지오 (바장조)

전 악장의 연주 시간은 6분에서 7분 정도가 소요된다.

## 참고 문헌
각주
1. ↑  Heibert 1970, 168쪽
2. 1 2  Thayer 1921, 140쪽
3. ↑  Song 2002, 70쪽

출처
- Anderson, Keith (1990). 《Beethoven: Piano Sonatas WoO 47, 'Kurfurstensonaten'》 (CD). Naxos Records. 8.550255. 2020년 10월 31일에 원본 문서에서 보존된 문서. 2021년 2월 21일에 확인함.
- Cooper, Barry (2000). 《Beethoven》. United States: Oxford University Press. ISBN 0191592706.
- Hiebert, Elfrieda Franz (1970). 《The Piano Trios of Beethoven: An Historical and Analytical Study》. University Microfilms.
- Song, Moo Kyoung (2002). 《The Evolution of Sonata-Form Design in Ludwig van Beethoven's Early Piano Sonatas, WoO 47 to Opus 22》 (PDF) (Ph. D). Austin: University of Texas. 2016년 3월 4일에 원본 문서 (PDF)에서 보존된 문서. 2015년 8월 29일에 확인함.
- Thayer, Alexander Wheelock (1921). 《The Life of Beethoven》 1. New York: G. Schirmer, Inc.